# 板書
板書（ばんしょ）とは、近代の学校教育において学校の教師が学習事項を黒板に書くことである。児童・生徒・学生は、それを受動的に書き写すことになる。転じて、主に数学で生徒に宿題を出して黒板に書かせることも示す。

## 小学校
小学校では板書は積極的に行われるが、学年相応の配慮が求められる。児童にとって書き写す作業が負担となる場合もあるので、ノートに写す・写さないなども指示しながら丁寧に行われる。子供が読みやすいように低学年ほど大きな文字で書かれたり絵を描いたり、写真やイラストを貼ったり、その授業で大事なことが分かるようにチョークの色を変えながら書かれたりする。児童の発達段階を考慮し、各教員若しくは各学校の独自のセンスで行っていくため、小学校の教員の腕の見せ所でもある。

## 中学校・高等学校
中学校・高等学校では、盛んに板書が行われる。板書を好む教師は板書を部・編・章・節などに分け、重要な箇所は赤・黄色などの色付きのチョークで板書することが多い。
しかし中学校・高等学校の教師の誰もが板書を好む訳では無く、一人喋りを好む教師・指名を好む教師は最小限の事項しか板書しない。

## 大学
大学では板書はほとんど行われない。これは講義は学生が受動的な姿勢で臨むものではなく、主体的に学習するためのヒントに過ぎないと考えられるためである。ただし理系の講義では図解が必要なため、文系の講義よりは板書が行われる。
また、ITを駆使した授業を行う学校が現れてきているため、板書が行われることは全体的に減るとされている。大学で板書が行なわれない事は当然視されていたが、現代ではわざわざ「大学では高校のように板書はしない。それが大学だからだ」と教えることもある。
さらに高等学校までと異なり、出題範囲・重要事項として板書されても必ず定期試験に出題されるとは限らない。

## 予備学校
予備校では講師ごとに様々なスタイルを展開しているため、決まった形は存在しない。